# 압둘 살람 쇼
압둘 살람 쇼(영어: Abdoul Salam Sow, 1970년 8월 13일 ~ )는 기니 출신의 축구 선수이다. K리그에서 등록명은 살람쇼를 사용하였으며 미드필더로 활약하였다. 전남 드래곤즈 소속으로 1996 시즌 동안 시즌 통산 정규리그 3경기 0득점-0도움의 기록을 남겼다. 기니 축구 국가대표팀 출신으로 기나 출신 첫번째 K리그 진출 선수로 1994년 아프리카 네이션스컵, 1998년 아프리카 네이션스컵, 2004년 아프리카 네이션스컵에 출전하였다.